# 盖伊·尼克尔斯
盖伊·尼克尔斯（英語：Guy Nickalls，1866年11月13日—1935年7月8日），英国男子赛艇运动员。他曾代表英国参加1908年夏季奥林匹克运动会赛艇比赛，获得男子八人单桨有舵手金牌。